# Hands All Over (album Maroon 5)
Hands All Over − trzeci studyjny album amerykańskiej grupy Maroon 5 wydany nakładem A&M/Octone Records 21 września 2010 roku. Pierwszym singlem promującym płytę jest utwór "Misery".

## Informacje o albumie
Maroon 5 rozpoczęli pracę nad albumem zaraz po zakończeniu trasy koncertowej promującej ich poprzednie wydawnictwo, It Won't Be Soon Before Long. Kilka miesięcy później otrzymali telefon od Roberta Johna "Mutt" Lange'a, który zaproponował, że podejmie się produkcji krążka. Listę utworów ogłoszono 1 lipca 2010. Wtedy też zaprezentowano okładkę albumu przedstawiającą dziewiętnastoletnią Rosie Hardy, będącą również autorką zdjęcia. Światowa premiera krążka nastąpiła 15 września 2010.
Latem 2011 w serwisie internetowym iTunes Store wydano reedycję albumu.

## Single
"Misery" to główny singel, wydany 22 czerwca 2010 roku. Piosenka zajęła 14. miejsce na liście Billboard Hot 100.
Drugim singlem z płyty jest "Give a Little More", wydany 17 sierpnia 2010.
Trzeci singel, "Never Gonna Leave This Bed", opublikowano 5 lutego 2011 tylko w formacie airplay.
Przebój "Moves Like Jagger", nagrany z wokalistką popową Chrisriną Aguilerą, miał swoją premierę 21 czerwca 2011. Singel, promujący reedycję albumu Hands All Over, notowany był wysoko na światowych listach przebojów; zajął między innymi miejsce #1 zestawienia Billboard Hot 100.

## Lista utworów
| #   | Tytuł                                          | Autorzy                                   | Czas |
| --- | ---------------------------------------------- | ----------------------------------------- | ---- |
| 1.  | "Misery"                                       | Adam Levine, Jesse Carmichael, Sam Farrar | 3:36 |
| 2.  | "Give a Little More"                           | Levine, Carmichael, James Valentine       | 3:00 |
| 3.  | "Stutter"                                      | Levine, Farrar, Matt Flynn                | 3:16 |
| 4.  | "Don't Know Nothing"                           | Levine, Farrar                            | 3:19 |
| 5.  | "Never Gonna Leave This Bed"                   | Levine                                    | 3:16 |
| 6.  | "I Can't Lie"                                  | Levine, Farrar                            | 3:31 |
| 7.  | "Hands All Over"                               | Levine, Farrar, Carmichael                | 3:12 |
| 8.  | "How"                                          | Levine, Carmichael, Farrar, Shawn Tellez  | 3:36 |
| 9.  | "Get Back In My Life"                          | Levine, Carmichael, Valentine             | 3:37 |
| 10. | "Just a Feeling"                               | Levine, Carmichael                        | 3:46 |
| 11. | "Runaway"                                      | Levine, Farrar, Noah Passovoy             | 3:01 |
| 12. | "Out of Goodbyes" (featuring Lady Antebellum)  | Levine, Carmichael, Valentine             | 3:16 |
| 13. | "Crazy Little Thing Called Love" (bonus track) | Freddie Mercury                           | 3:13 |

iTunes Deluxe Edition 2011 (Specjalna edycja iTunes 2011)
| #   | Tytuł                                      | Autorzy                                        | Czas |
| --- | ------------------------------------------ | ---------------------------------------------- | ---- |
| 14. | "Moves Like Jagger" (z Christiną Aguilerą) | Levine, Benjamin Levin, Ammar Malik, Shellback | 3:21 |